# Eleições estaduais de Berlim em 2006
As eleições estaduais de Berlim em 2006 foram realizadas a 17 de Setembro e, serviram para eleger os 149 deputados para o parlamento estadual.
O Partido Social-Democrata da Alemanha voltou a vencer as eleições, conseguindo, inclusivamente, subir em votos, chegando aos 30,8% dos votos e 53 deputados.
A União Democrata-Cristã, mais uma vez, obteve um mau resultado, conseguindo piorar o resultado de 2001, baixando para os 21,4% dos votos.
O grande derrota das eleições foi, sem dúvida, o Partido do Socialismo Democrático, que perdeu 9,2% em relação a 2001, caindo de 22,6% para os 13,4% dos votos.
A Aliança 90/Os Verdes obteve um excelente resultado, conseguindo uma grande subida em votos e deputados, conquistando 13,1% dos votos e 23 deputados.
Por fim, o Partido Democrático Liberal sofreu uma ligeira queda de votos e deputados, mas, ainda assim, conseguiu manter-se no parlamento, ao obter 7,6% dos votos e 13 deputados.
Após as eleições, o SPD continuou a liderar o governo estadual em coligação com o Partido do Socialismo Democrático.

## Resultados Oficiais
| Partido                 | Partido                           | Votos     | %     | +/-   | Deputados | +/-     |
| ----------------------- | --------------------------------- | --------- | ----- | ----- | --------- | ------- |
|                         | Partido Social-Democrata          | 424 054   | 30,79 | 1,11  | 53 / 149  | 9       |
|                         | União Democrata-Cristã            | 294 026   | 21,35 | 2,41  | 37 / 149  | 2       |
|                         | Partido do Socialismo Democrático | 185 185   | 13,44 | 9,12  | 23 / 149  | 10      |
|                         | Aliança 90/Os Verdes              | 180 865   | 13,13 | 4,01  | 23 / 149  | 9       |
|                         | Partido Democrático Liberal       | 104 584   | 7,59  | 2,33  | 13 / 149  | 2       |
|                         | Panteras Cinzentas                | 52 884    | 3,84  | 2,48  | 0 / 149   | Estável |
|                         | Alternativa Eleitoral             | 40 504    | 2,94  | Novo  | 0 / 149   | Novo    |
|                         | Partido Nacional Democrático      | 35 229    | 2,56  | 1,63  | 0 / 149   | Estável |
|                         | Outros                            | 60 024    | 4,36  |       | 0 / 149   |         |
| Votos Inválidos         | Votos Inválidos                   | 30 399    | 2,16  | 0,80  |           |         |
| Total                   | Total                             | 1 407 754 | 100   |       | 149 / 149 | 8       |
| Eleitorado/Participação | Eleitorado/Participação           | 2 425 480 | 58,04 | 10,03 |           |         |
| Fonte                   | Fonte                             | [ 2 ]     | [ 2 ] | [ 2 ] | [ 2 ]     | [ 2 ]   |